# Jamajka na Letnich Igrzyskach Paraolimpijskich 2008
Jamajkę na Letnich Igrzyskach Paraolimpijskich 2008 reprezentowało 4 zawodników.

## Kadra

### Lekkoatletyka
Mężczyźni
| Zawodnik            | Konkurencja              | Finał | Finał | Finał |
| Zawodnik            | Konkurencja              | Wynik | Pkt.  | Poz.  |
| ------------------- | ------------------------ | ----- | ----- | ----- |
| Tanto Campbell      | rzut dyskiem kl.F55–56   | 39.31 | 1021  |       |
| Alphanso Cunningham | rzut dyskiem kl.F53–54   | 25.90 | 1020  | 4     |
| Alphanso Cunningham | rzut oszczepem kl.F53–54 | 13.86 | 695   | 11    |
| Sylvia Grant        | rzut dyskiem kl.F57–58   | 19.69 | 747   | 12    |
| Sylvia Grant        | rzut oszczepem kl.F57–58 | 16.05 | 806   | 9     |
| Vinnette Green      | rzut oszczepem kl.F54–56 | 13.07 | 775   | 10    |